# 奥山恵二
 奥山 恵二（おくやま けいじ、1968年12月18日 - ）は、日本の元アマチュアレスリング選手で、レスリング指導者。1992年バルセロナオリンピック代表を務めた（フリースタイル57kg級）。

## 来歴
東京都八丈町で中学時代までを過ごす。尊敬する先輩がレスリングを始めたことに触発されて、自らも中学2年生より取り組んだ。
霞ヶ浦高等学校から日本体育大学に進む。全日本レスリング選手権ではフリースタイル57kg級で1991年と1992年に連続優勝を果たし、バルセロナオリンピック代表に選ばれた（3回戦失格）。全日本レスリング選手権は1993年にも優勝、3連覇となる。
大学卒業後は山形県立山形南高等学校の教員やユニデンで選手生活を続けた。
引退後は自由ヶ丘学園高等学校のレスリング部で指導をおこなっている。